# Filistata
Filistata is een geslacht van spinnen uit de  familie van de Filistatidae (spleetwevers).

## Soorten
- Filistata afghana Roewer, 1962
- Filistata annulipes Kulczynski, 1908
- Filistata brignolii Alayón, 1981
- Filistata canariensis Schmidt, 1976
- Filistata chiardolae Caporiacco, 1934
- Filistata fuscata Kishida, 1943
- Filistata gibsonhilli Savory, 1943
- Filistata gomerensis Wunderlich, 1992
- Filistata insidiatrix (Forsskål, 1775)
- Filistata longiventris Yaginuma, 1967
- Filistata marginata Kishida, 1936
- Filistata napadensis Patel, 1975
- Filistata pseudogomerensis Wunderlich, 1992
- Filistata puta O. P.-Cambridge, 1876
- Filistata rufa Caporiacco, 1934
- Filistata seclusa O. P.-Cambridge, 1885
- Filistata tarimuensis Hu & Wu, 1989
- Filistata teideensis Wunderlich, 1992
- Filistata tenerifensis Wunderlich, 1992
- Filistata xizanensis Hu, Hu & Li, 1987